# Kleingebiet Szeged
Das Kleingebiet Szeged  (ungarisch Szegedi kistérség) war bis Ende 2012 eine ungarische Verwaltungseinheit (LAU 1) innerhalb des Komitats Csongrád in der Südlichen Großen Tiefebene. Im Zuge der Verwaltungsreform von 2013 wechselten alle 12 Ortschaften in den Kreis Szeged (ungarisch Szegedi járás), der durch zwei Ortschaften aus dem Kleingebiet Makó noch verstärkt wurde.
Ende 201 lebten auf einer Fläche von 753,10 km² 199.959 Einwohner. Ebenso wie die Bevölkerungszahl war die Bevölkerungsdichte (265,5 Einwohner/km²) die höchste im Komitat.
Der Verwaltungssitz befand sich in der Komitatsstadt Szeged.

## Ortschaften
Diese 12 Ortschaften gehörten zum Kleingebiet Szeged:
- Die Stadt mit Komitatsrecht (Megyei jogú város) Szeged (161.837 Ew.)
- die Stadt (város) Sándorfalva (7.918 Ew.)
- die Großgemeinde (nagyközség) Algyő (5.046 Ew.)
- neun Gemeinden (község): Deszk, Dóc, Domaszék, Kübekháza, Röszke, Szatymaz, Tiszasziget, Újszentiván, Zsombó.